# Comptosia neobiguttata
Comptosia neobiguttata är en tvåvingeart som beskrevs av Yeates 1991. Comptosia neobiguttata ingår i släktet Comptosia och familjen svävflugor.
Artens utbredningsområde är New South Wales. Inga underarter finns listade i Catalogue of Life.